# Humiet

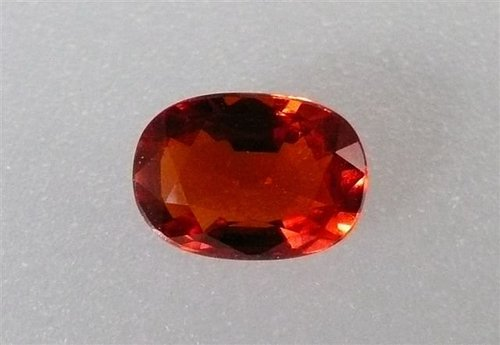
Een humiet edelsteen

Het mineraal humiet is een fluor-houdend magnesium-ijzer-silicaat met de chemische formule (Mg,Fe2+)7(SiO4)3(F,OH)2. Het mineraal behoort tot de nesosilicaten.

## Eigenschappen
Het doorzichtig tot doorschijnend witte, gele, donkeroranje of bruine humiet heeft een glasglans, een witte streepkleur en de splijting van het mineraal is slecht volgens het kristalvlak [001]. Het kristalstelsel is orthorombisch. Humiet heeft een gemiddelde dichtheid van 3,15, de hardheid is 6 tot 6,5 en het mineraal is niet radioactief.

## Naamgeving
Het mineraal humiet is genoemd naar de Engelse kunst- en mineralenverzamelaar Abraham Hume (1749 - 1838).

## Voorkomen
Het mineraal humiet is een mineraal dat voorkomt samen met clinohumiet. De typelocatie is de Monte Somma, Vesuvius, Italië.